# يني مسجد (قبالا)
يني مسجد (بالأذربيجانية: (Yeni məscid (Qəbələ) - هو مسجد يقع في مدينة قبالا، أذربيجان.

## تاريخ المسجد
بنى يني مسجد في مدينة قبالا. بدأ بناء المسجد في مايو، عام 2010 و تم الانتهاءه في أوائل عام 2013.
تم بناء المسجد بأمر من مؤسسة حيدر علييف.
تبلغ مساحة المسجد 715 مترًا مربع، ويبلغ ارتفاع المئذنة 25 مترًا.
من الممكن أن يعبد 450 رجلا و بما في ذلك 150 امرأة في نفس الوقت، مجموع 600 شخصا.
كُتبت مجموعة من الآيات القرآنية على أعمدته و جدرانه المسجد و مزينة أعمدته و جدرانه بنماذج نادرة للمدرسة الأذربيجانية للزخارف الشرقية.
في المسجد غرف آخوند، و الدرس، و المكتبة، و غرف الوضؤ لرجال و للنساء و مع ذلك مباني مساعدة.
شارك رئيس جمهورية أذربيجان إلهام علييف في افتتاح المسجد، في 28 فبراير عام 2013.

## وصلات خاريجي
https://www.youtube.com/watch?v=3ULso9zOiIM